# رونالد إدواردز
رونالد إدواردز (1 أبريل 1917 في جنوب أفريقيا - 26 فبراير 2013 في جنوب أفريقيا) (بالإنجليزية: Ronald Edwards)‏ هو لاعب كريكت جنوب أفريقي.

## وصلات خارجية
- رونالد إدواردز على موقع إي آس بي آن كريك إنفو (الإنجليزية)